# Виена
Вижте пояснителната страница за други значения на Виена.
Виена (на немски: Wien [ˈviːn]; на австро-баварски: Wean, на унгарски: Bécs) е столицата и най-големият град на Австрия, със статут на една от нейните девет провинции. Тя е главен град на Австрия с население от 1,9 милиона жители (2,6 милиона с предградията). Днес той е шестият по големина град по население в границите на Европейския съюз и вторият по големина немскоезичен град след Берлин.
Виена е домакин на много големи международни организации, включително ООН, ОПЕК и ОССЕ. Разположен е в югоизточната част на Централна Европа, близо до Чехия, Словакия и Унгария. През 2001 г. градският център е включен в списъка на световното културно и природно наследство на ЮНЕСКО.
Освен че е известен като „Градът на музиката“ поради музикалното си наследство, Виена се нарича също и „Град на мечтите“, защото е дом на първия в света психоаналитик Зигмунд Фройд. Корените на предците на Виена се намират в ранните келтски и римски селища, които се трансформират в средновековен и бароков град. Известен е с това, че е играл основна роля на водещ европейски музикален център, от ерата на виенския класицизъм до началото на 20 век. Историческият център на Виена е богат на архитектурни ансамбли, барокови дворци и градини, паметници и паркове.
Виена е известна с високото си качество на живот. Класирана е на първо място за 2018 и 2019 г. по този показател. Тя редовно е домакин на конференции за градско планиране. Между 2005 и 2010 г. е номер едно в света за международни конгреси и конвенции. Привлича над 6,8 милиона туристи годишно.

## История
Историята на Виена е дълга и разнообразна. Заселването на територията на днешна Виена започва по време на неолита, с разпространението по Дунав на земеделието и скотовъдството (VI хилядолетие пр.н.е.), за което Виенската котловина предоставя оптимални условия: плодородни почви, изобилни водни източници и благоприятен климат. Най-значимото доримско селище е това на хълма Леополдсберг, чиято история започва в средата на бронзовата епоха и завършва буквално две поколения преди идването на римляните.
Историята на самата Виена като населено място започва в средата на I век с началото на строителството на територията на днешния стар град на преден пост на XV римски легион. Той получава името от келтски произход Виндобона. Паралелно с военния лагер започва да се развива и малък град. Археологическите разкопки не потвърждават версията за наличие на територията на днешния стар град на каквото и да било доримско селище.
В началото на V век Виндобона преживява голям пожар, а към края на същия век римляните напускат тези места.
Фактът, че в днешно време топографията на центъра на Виена включва в себе си на практика цялата топография на военния лагер Виндобона, говори за това, че непосредствено след изтеглянето на римляните на това място живеят хора, които вероятно намират убежище край запазените тогава стени и използват останалите след римляните материали за построяването на жилища.
Разкопките показват, че през VI век животът между стените на бившия римски лагер е концентриран в североизточната му част. Освен това селище, на територията на днешна Виена по това време има няколко аварски и славянски селища. Имената на някои от славянските и до днес са запазени в имената на някои от съвременните райони на Виена като Веринг (18) и Дьоблинг (19).
През IX век дошлите от запад Каролинги построяват в североизточната част на бившия римски лагер неголям замък и съхранилата се и до днешно време църква „Свети Рупрехт“. Броят на домовете все още е малък и селището няма голямо значение. През същия век е първото писмено споменаване на Виена: в старите „Залцбургски анали“, с дата 881 г., е запазен запис за това, че край Вения е имало сражение с унгарците – „… bellum cum ungaris ad Uueniam…“. Все пак няма яснота, дали се има предвид река или град на име Вения. Също така остава неизяснен и изходът на сражението.
Към средата на XII век Виена става седалище на австрийската херцогска династия Бабенберг. През 1155 г. херцог Хайнрих II построява сграда на площад Ам-Хоф. В периода 1137 – 1147 г. е построена църква на мястото на днешната катедрала „Свети Стефан“ (съвременната катедрала е построена през XIII – XV век). От 1278 г. Виена е твърдина на династията Хабсбург и става център на културата, науката, музиката и изисканата кухня. През 1469 г. император Фридрих III се сдобива от папа Павел II с правото да учреди във Виена епископство (до 1469 г. Австрия духовно е подчинена на епископа на Пасау). Кралство Унгария окупира града между 1485 и 1490 г.
През 1529 г. Виена безуспешно е обсадена от турците. При почти двадесеткратно превъзходство на врага, защитниците на града успяват да удържат решителна победа. Тежкото поражение на турската армия полага края на стремителната експанзия на Османската империя в Европа. Век и половина по-късно, през 1683 г., съюзените войски на католическите страни нанасят на турците под стените на Виена още по-съкрушително поражение, след което Османската империя завинаги се отказва от завоевателни походи, и именно след това поражение започва нейния упадък.
През 1679 г. Виена е опустошена от чумна епидемия. Населението на града, тогава около 100 хил. души, намалява с една трета. В памет на избавлението от епидемията, в центъра на града през 1693 г. е издигната Чумната колона. През 1713 г. обаче градът е сполетян от нова чумна вълна. Само в катакомбите под катедралата „Свети Стефан“ са погребани 11 000 жертви на епидемията. За това събитие в историята на града днес напомня величественото здание „Карлскирхе“.
От XVI век Виена става столица на многонационалната държава на австрийските Хабсбурги. От XVII и особено през XVIII век е център на многобройната придворна бюрокрация. От XVIII век във Виена започва да се развива манифактурна промишленост (текстилно производство и производство на луксозни стоки). Градът се превръща във водещ център на европейската култура, особено на музиката.
През 1805 и 1809 г. Виена на два пъти е завзета от войските на Наполеон. През 1805 г., с разпадането на Свещената Римска империя, градът става столица на Австрийската империя, а по-късно на заместилата я Австро-унгарска империя. Играе важна роля в европейската и световна политика – през 1814 г. в града се провежда Виенският конгрес, изменил из основи политическата карта на Европа.
През първата половина на XIX век, с появата на стила Бидермайер, основоположници на който са известни виенски композитори, художници и театрални дейци, градът развива стремително културата и изкуствата. Епохата на стила бидермайера завършва с революцията от 1848 г., в която жителите на града взимат активно участие. В края на XIX век културата, науката и образованието във Виена продължават да процъфтяват. Световна известност получават Виенският университет и Академията на науките. През 1897 г. представители на виенската бохема създават групата Виенски сецесион, в която влизат Коломан Мозер, Густав Климт и Ото Вагнер.
Към началото на XX век Виена е един от най-големите градове на Европа с население над 2 млн. души. През 1918 г., след Първата световна война, градът става столица на Първата австрийска република. От Аншлуса (1938) от Нацистка Германия до края на Втората световна война губи статуса си на столица в полза на Берлин.
През 1945 г. след двуседмична обсада съветските войски навлизат във Виена. След 1945 г. градът отново става столица на Австрия. Първоначално е разделена на 4 зони от Съюзниците-победители. Поради неутралитета на страната става удобна база на международния шпионаж между Източния и Западния блок.
През втората половина на 1950-те години във Виена се разгръща масово строителство, а през 1970—1980-те години е проведена сериозна реконструкция на центъра на града, в резултат на която Виена избягва опасността от брюкселизация. В съвременна Виена се намират седалищата на МАГАТЕ, ЮНИДО и много други международни организации.

## География
Площта на Виена е 415 km². По този начин столицата е най-малкият федерален окръг в Австрия.
Площта на града е разпределена по следния начин:
| Застроена земя        | 11,3 % |
| Автомобилни пътища    | 11,1 % |
| Жп пътища             | 2,2 %  |
| Паркове               | 28,4 % |
| Водни площи           | 4,6 %  |
| Лозя                  | 1,7 %  |
| Горски участъци       | 16,6 % |
| Селскостопански площи | 15,8 % |
| Други                 | 8,3 %  |

### Разположение
Градът е разположен в източната част на Австрия, в подножието на Алпите, на брега на река Дунав, на 60 km от границите със Словакия и Унгария. През Виена преминава Дунав със своя ръкав – Донауканал. Река Виена също пресича града. Историческият град се е развил южно от Дунав, но в последните два века Виена се разраства по двата бряга на реката. Най-високата точка на града е в района Херманскогел (542 m), а най-ниската – в Лобау (151 m). Градът е заобиколен от Виенската гора.
Важното географско положение прави Виена удобно място за развитие на отношенията с източните страни. Това става особено видно след 1989 г., когато пада желязната завеса. Например, Виена се намира само на 60 km от столицата на Словакия, Братислава. Това е най-краткото разстояние между две столици в Европа (с изключение на Ватикан и Рим).
По формата си, Виена прилича на кръг, пресечен по хордата от река Дунав. Централната му част, така наречения Стар град, почти съвпада с административните граници на първи район (Вътрешния град). Рингщрасе (или просто Ринг) е поредица от булеварди, образуващи обръч около стария град. Историята на Рингщрасе започва през 1857 г., когато императорът взима решение да се разрушат крепостните стени, загубили отбранителните си функции и започнали да пречат, и да се построят на тяхно място представителни булеварди и поредица от здания в стил историзъм, които в днешно време се считат за част от значимите забележителности на града. Улица Гюртел, образуваща втори полуръг около Виена, също възниква през втората половина на 19 век, в резултат на премахването на изгубилия военното си значение фортификационен вал, защитаващ Виена като предмостие от началото на 18 век. След Гюртел се намират бившите предградия, официално станали част от столицата през 1892 г.

### Климат
Виена е слънчев град, където достатъчно ясно са отделени и четирите годишни времена. През зимата средната температура на въздуха е +1 °C, рядко има студове от −12 до −18 °C, често падат снегове. Пролетта настъпва в края на февруари и продължава до средата на май. Времето е неустойчиво и силно променливо. Може да има както студове, така и горещини. Слани може да има доста продължително време: макар че изчезват през март, през отделни години могат да бъдат наблюдавани до края на май. През лятото средната температура на въздуха е около +20 °C. Често лятото във Виена е сухо и горещо – до 38 градуса над нулата. Есента започва през последните десет дни на септември. За началото и средата ѝ е характерно честото завръщане на топло и сухо време. Дълбоката есен настъпва в средата и края на ноември и плавно преминава в мека зима. Валежите са 600−700 mm годишно.
| Климатични данни за Виена Австрия (1981−2010) | Климатични данни за Виена Австрия (1981−2010) | Климатични данни за Виена Австрия (1981−2010) | Климатични данни за Виена Австрия (1981−2010) | Климатични данни за Виена Австрия (1981−2010) | Климатични данни за Виена Австрия (1981−2010) | Климатични данни за Виена Австрия (1981−2010) | Климатични данни за Виена Австрия (1981−2010) | Климатични данни за Виена Австрия (1981−2010) | Климатични данни за Виена Австрия (1981−2010) | Климатични данни за Виена Австрия (1981−2010) | Климатични данни за Виена Австрия (1981−2010) | Климатични данни за Виена Австрия (1981−2010) | Климатични данни за Виена Австрия (1981−2010) |
| Месеци                                        | яну.                                          | фев.                                          | март                                          | апр.                                          | май                                           | юни                                           | юли                                           | авг.                                          | сеп.                                          | окт.                                          | ное.                                          | дек.                                          | Годишно                                       |
| Абсолютни максимални температури (°C)         | 18,7                                          | 20,6                                          | 25,5                                          | 30,0                                          | 34,0                                          | 36,5                                          | 38,3                                          | 38,5                                          | 33,0                                          | 27,8                                          | 21,7                                          | 19,1                                          | 38,5                                          |
| Средни максимални температури (°C)            | 3,1                                           | 5,2                                           | 10,3                                          | 16,2                                          | 21,1                                          | 24,0                                          | 26,5                                          | 26,0                                          | 20,6                                          | 14,6                                          | 8,1                                           | 3,6                                           | 14,9                                          |
| Средни температури (°C)                       | 0,3                                           | 1,7                                           | 5,8                                           | 10,8                                          | 15,6                                          | 18,6                                          | 20,8                                          | 20,3                                          | 15,5                                          | 10,4                                          | 5,2                                           | 1,1                                           | 10,5                                          |
| Средни минимални температури (°C)             | −1,9                                          | −1                                            | 2,5                                           | 6,3                                           | 10,9                                          | 14,0                                          | 15,9                                          | 15,7                                          | 11,9                                          | 7,4                                           | 3,0                                           | −0,8                                          | 7,0                                           |
| Абсолютни минимални температури (°C)          | −22,2                                         | −26                                           | −16,3                                         | −8,1                                          | −1,6                                          | 3,2                                           | 6,9                                           | 6,5                                           | −0,6                                          | −9,1                                          | −14,3                                         | −20,7                                         | −26                                           |
| Средни месечни валежи (mm)                    | 37                                            | 41                                            | 51                                            | 44                                            | 69                                            | 70                                            | 71                                            | 72                                            | 60                                            | 38                                            | 49                                            | 48                                            | 649                                           |
| --------------------------------------------- | --------------------------------------------- | --------------------------------------------- | --------------------------------------------- | --------------------------------------------- | --------------------------------------------- | --------------------------------------------- | --------------------------------------------- | --------------------------------------------- | --------------------------------------------- | --------------------------------------------- | --------------------------------------------- | --------------------------------------------- | --------------------------------------------- |
| Източник: „Погода и Климат“                   |                                               |                                               |                                               |                                               |                                               |                                               |                                               |                                               |                                               |                                               |                                               |                                               |                                               |

## Административно деление
Виена е разделена на 23 окръга (Gemeindebezirke):
1. Инерещат (Innere Stadt)
2. Леополдщат (Leopoldstadt)
3. Ландщрасе (Landstraße)
4. Виден (Wieden)
5. Маргаретен (Margareten)
6. Мариахилф (Mariahilf)
7. Нойбау (Neubau)
8. Йозефщат (Josefstadt)
9. Алзергрунд (Alsergrund)
10. Фаворитен (Favoriten)
11. Зимеринг (Simmering)
12. Майдлинг (Meidling)
13. Хитцинг (Hietzing)
14. Пенцинг (Penzing)
15. Рудолфсхайм-Фюнфхаус (Rudolfsheim-Fünfhaus)
16. Отакринг (Ottakring)
17. Херналс (Hernals)
18. Веринг (Währing)
19. Дьоблинг (Döbling)
20. Бригитенау (Brigittenau)
21. Флоридсдорф (Floridsdorf)
22. Донаущат (Donaustadt)
23. Лизинг (Liesing)

„Инерещат“ (днешният централен градски район № 1) – историческият център на Виена, е бил обграден със стени, за да защити града от потенциални агресори. Стените са съборени през 1857 г., създавайки условия градът да се разрасне и да се обедини с околните селища. На мястото на градските стени е прокаран широкият булевард „Рингщрасе“ (Ringstraße), край който са издигнати забележителни обществени и частни сгради, паметници и паркове. Такива постройки са Кметството на Виена (Rathaus), Императорският театър (Burgtheater), Виенският университет, Парламентът, двойката музеи – Природоисторическият и Музеят на историята на изкуствата, Виенската държавна опера (Staatsoper). Там се намира и Хофбург – бившият императорски дворец. Основен представител на готическата архитектура е катедралата „Свети Стефан“ (Stephansdom), разположена в центъра на Инерещат на площад „Щефансплац“ (Stephansplatz).
Чрез Дунавския канал (Donaukanal) Инерещат се свързва с река Дунав. От другата страна на Дунав са разположени новите квартали, където се намира и Виенският международен център. Промишлеността е съсредоточена в южните и източните части на града.

## Икономика
През 2007 г. Mercer Human Resource Consulting публикува ежегодното си изследване за качеството на живот в света. По равнището си на качество на живот, Виена не за първи път заема първото място в Европейския съюз. Градът получава най-добрите оценки в сферите: инфраструктура, обществен транспорт, банки и финанси, безопасност, култура и забавления през свободното време.
Съгласно данни на статистическия институт на ЕС Евростат, Виена е град и регион с високо равнище на благосъстояние. Съгласно доклада, регионалният брутен продукт във Виена е 178% от средния за Европа. При съставянето на рейтинга се отчитат пет показателя: производителност на труда, качество на живота, развитие на инфраструктурата, социална интеграция и защита на околната среда.
След падането на „Желязната завеса“ през 1989 г. Виена разширява позицията си като врата към Източна Европа: 300 международни компании имат източноевропейски централи във Виена и околностите. Сред тях са Hewlett-Packard, Henkel, Baxalta, OMV и Siemens. Фирмите във Виена имат широки контакти и компетенции в бизнеса с Източна Европа поради историческата роля на града като център на Хабсбургската империя.

## Транспорт
Във Виена е добре развит обществения транспорт. Неговата основа е съставена от:
- мрежа от скоростни влакове (S-Bahn), която принадлежи на ÖBB;
- Виенският метрополитен (U-Bahn), трамвайни и автобусни линии на компанията Wiener Linien; в експлоатация са 5 линии на метрото, като усилено се стори и шеста.
- трамвайната линия Виена-Баден (Badner Bahn);
- скоростният влак City Airport Train (CAT), който тръгва от международното летище „Швехат“ до центъра на Виена;
- частни автобусни линии.

Проектът за шеста линия на метрото, който понастоящем се изпълнява, са публикувани през 2014 г., а пускането в експлоатация на отсечката между станциите Франкплац и Карлсплац е планирано за 2026 г. Удължаването на линията от Франкплац до гара Херналс ще се осъществи най-рано през 2032 г.
Трамваите се появяват във Виена през 1865 г. и понастоящем трамвайната мрежа има около 179 km релси. По такъв начин, във Виена се намира една от най-старите и най-обширната трамвайна мрежа в света. През 1898 г. във Виена се появяват първите градски железопътни линии на градската железница, които днес са изградени като линии на U-Bahn и S-Bahn. Автобусните маршрути започват да работят във Виена на 23 март 1907 г.
Виенското речно пристанище е централен транспортен възел на река Дунав и притежава най-големите в Европа терминали за прием на контейнери с обща площ 60 хил. m². В логистичния център на виенския порт са регистрирани 120 австрийски и чуждестранни компании, в които работят над 5 хил. души. През 2005 г. през този център преминават над 9 млн. тона различни товари.

## Политика
Виена се счита за центъра на социалдемокрацията в Австрия. По време на Първата австрийска република (1918 – 1934 г.) виенските социалдемократи извършват редица социални реформи. Тази политика се одобрява от социалистите в цяла Европа и наричат града Червена Виена (Rotes Wien).
До края на Първата световна война градът се управлява от социалдемократи с абсолютно мнозинство в градския парламент. Само между 1934 г. и 1945 г., когато партията им е обявена извън закона, кметовете се назначават от правителството на Енгелберт Долфус, а по-късно – от германската администрация.

## Религия
Градът е седалището на Виенската архиепархия на римокатолическата църква.
Постоянните жители на Виена се разпределят по вероизповедание през 2001 г., както следва:
| католици                        | 49,2% |
| атеисти                         | 25,7% |
| мюсюлмани                       | 7,8%  |
| православни                     | 6,0%  |
| протестанти (предимно лутерани) | 4,7%  |
| юдаисти                         | 0,5%  |
| други (неидентифицирани)        | 6,3%  |

## Култура

### Музика и театър
Изкуството и културата са традиционни за Виена в области като театър, опера, класическа музика и изящни изкуства. Освен Императорския театър (Burgtheater), който с неговия филиал Akademietheater се нарежда сред най-добрите театри в немскоговорещия свят, Народният театър (Volkstheater Wien) и Театърът в Йозефщат (Theater in der Josefstadt) също предлагат постановки от висока класа. Има и много малки театри, които по нищо не отстъпват на по-големите и в повечето случаи изпълняват по-малко популярни форми на представления, като модерни, експериментални пиеси или кабаре.
Виена предлага много възможности за любителите на операта: Виенската държавната опера (Staatsoper) и Виенската народна опера (Volksoper) предлагат за всеки по нещо, като втората е известна с типичната виенска оперета. Концерти с класическа музика има, освен в споменатите, и в прочутата концертна зала на Виенското музикално дружество (Wiener Musikverein), дома на Виенския филхармоничен оркестър и Виенския концертен дом (Wiener Konzerthaus). Гостите са привличани от всеизвестните таланти на виенската музика (по-специално работите на Волфганг Амадеус Моцарт и Йохан Щраус (син)).
В последните години Theater an der Wien става известен с мюзикълите си, въпреки че сега се завръщат към операта. В много католически църкви в Централна Виена може да се чуе църковна или класическа музика.

### Музеи и галерии
В съкровищницата на Императорския дворец Хофбург се съхраняват бижутата на Хабсбургите. В Музея на кралица Елизабет Австрийска („Сиси“) могат да се видят императорският апартамент и сребърният кабинет. Срещу Хофбург са разположени Природоисторическият музей и Музеят на история на изкуствата, които съхраняват също множество картини на стари майстори и антични и класически произведения.
Редица музеи са организирани в Музейния квартал (Museumsquartier) – бивши императорски конюшни, превърнати в комплекс от музеи през 1990 г. Тук са Музеят на модерното изкуство (Фондация „Людвиг“), Музеят „Леополд“ (който показва работи основно от виенския модернизъм и австрийския експресионизъм) и допълнителни зали с временни изложби. Дворецът Лихтенщайн съхранява една от най-големите частни колекции. Има и множество други постоянни експозиции – Музеят на военната история, Музеят на техниката, Виенският музей на часовника, Погребалният музей и др.

### Научни учреждения и университети
- Австрийски институт за икономически изследвания
- Виенски институт за международни икономически изследвания
- Виенски университет[17]
- Виенски технически университет[18]
- Виенски икономически университет
- Земеделски университет (за природни ресурси и приложни науки)
- Виенски медицински университет
- Академия за изобразителни изкуства
- Университет за приложни изкуства
- Виенски университет за музика и изпълнителско изкуство
- Университет по ветеринарна медицина

Частни университети:
- Университет Webster
- Университет MODUL
- Университет „Зигмунд Фройд“

## Туристически забележителности
Между големите туристически забележителности са императорските дворци Хофбург и Шьонбрун (където се намира и първият в света зоопарк – Зоологическа градина Шьонбрун), както и множеството художествени галерии (включително Албертина, в двореца Белведере и в Музейния квартал (Museumsquartier)). Гледката от Виенското колело (Riesenrad) в увеселителния парк Пратера и Кулата Дунав (Donauturm) също привличат много посетители, както и множеството музеи като тези в двореца Хофбург, двойката Природоисторически музей и Музей на история на изкуствата, както и Музеят на техниката. Всеки от тях има повече от 250 000 посетители годишно. Посетители привлича и колоритната къща Хундертвасер
Местата, свързани с великите композитори, живели във Виена, са често посещавани: къщата, в която е живял Моцарт, златистата статуя на Йохан Щраус. Заради многото артисти от изключително значение, които е приела, Виена е известна като „Градът на музиката“ или „Столицата с валсова стъпка“.
В града има много църкви, най-известната сред които е катедралата „Свети Стефан“, също символ на града. Има и модерни атракции – Газометер, Кулата Милениум и Виенския международен център. Културни забележителности са Императорският театър (Burgtheater) и Виенската държавна опера (Staatsoper).
- Албертина
- Глориет в Шьонбрун

### Зоопаркове
- Зоопаркът край резиденцията на Хабсбургите, Шьонбрун, е заселен с животни през 1752 г. По този начин, това е най-старият от действащите зоопаркове в света.
- Зоологическа градина Лайнц – част от виенската гора, устроена като парк-резерват с голямо разнообразие от свободно придвижващи се вътре в градината диви животни. Голяма част от нея е разположена в 13-и район на Виена, а по-малка част – към Долна Австрия.
- Дом на морето в парка Естерхази в 6-и район на Виена, построен в зенитна кула от времето на Втората световна война. Разгърнат на площ от 4000 m² и има над 10 000, предимно морски животни.

## Международни организации
Виена е седалище на редица организации на ООН и на други междудържавни организации като Организацията на Обединените нации за индустриално развитие (ЮНИДО), Организацията на страните износителки на петрол (ОПЕК), Международната агенция за атомна енергия (МААЕ), както и на много други международни институции и компании.